# Neue Kanzlei (Wolfenbüttel)

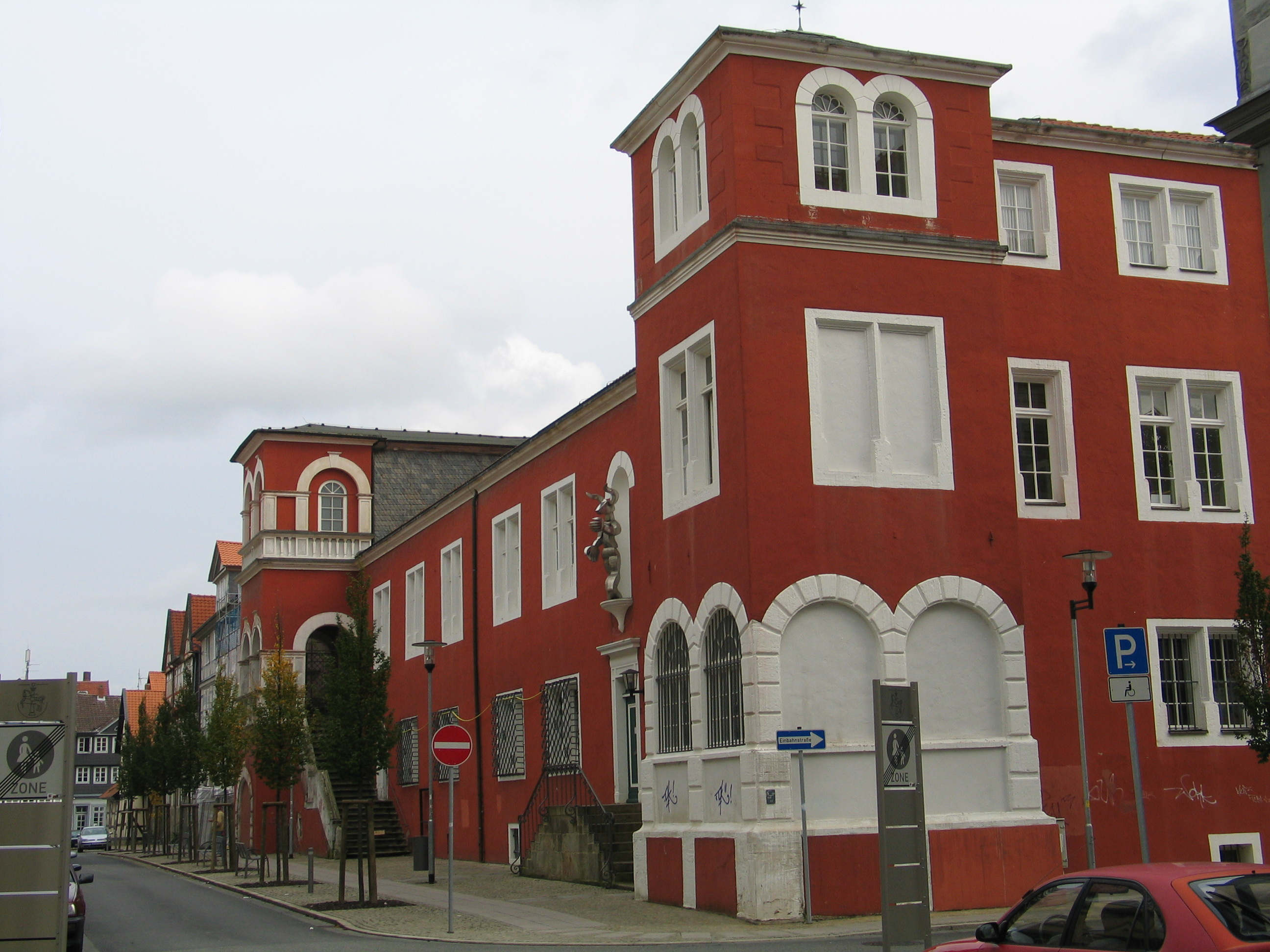
Die Neue Kanzlei in Wolfenbüttel

Die Neue Kanzlei in Wolfenbüttel ist ein Bau im Stil der Spätrenaissance. Er entstand in der zweiten Hälfte des 16. Jahrhunderts. Seit 1959 ist das Gebäude einer der vier Standorte des Braunschweigischen Landesmuseums. Gezeigt wird eine Ausstellung zur Ur- und Frühgeschichte des Braunschweiger Landes.

## Baugeschichte
Die Neue Kanzlei ruht auf Fundamenten eines älteren Vorgängerbaus. Diesen ließ Hans Vredeman de Vries im Auftrag der Braunschweigischen Herzöge zu einem Verwaltungssitz umbauen. Dafür vergrößerte er den vorhandenen Bau in den Jahren 1587 bis 1588 im Stil der Spätrenaissance. Ein weiterer Umbau erfolgte 1851 bis 1854 durch den Bauassessor L. Kuhne.

## Baubeschreibung
Die Neue Kanzlei ist ein langgestreckter, verputzter Bruchsteinbau. Die beiden Geschosse weisen unregelmäßige Fensterstellungen auf. Im Westen ist die Fassade durch eine Ausflucht, im Osten durch eine steile Treppe mit Zwischenpodest und Laube, die sich im ersten Obergeschoss eines Turmes befindet, abgeschlossen. Ausflucht und Treppenturm ließ L. Kuhne in den Jahren 1851 bis 1853 um ein Geschoss erhöhen und die ursprünglich vorhandenen einfachen Zwerchhäuser entfernen. Im Inneren des Gebäudes blieb die originale Registratureinrichtung erhalten.

## Museum
Das Gebäude beherbergt in seinem ersten Obergeschoss die archäologische Ausstellung des Braunschweigischen Landesmuseums. Gezeigt werden Exponate aus der Zeit vor 500.000 Jahren bis zur Eroberung durch die Franken im 8. Jahrhundert. Im sogenannten Schubladenkabinett, den ehemaligen Archivräumen der Kanzlei, zeigt das Museum regelmäßig Sonderausstellungen zu speziellen archäologischen Themen. Die Neue Kanzlei ist zudem Sitz des Wissenschaftsreferates Ur- und Frühgeschichte des Braunschweigischen Landesmuseums.